# Noordoewer
Noordoewer este un oraș din Namibia.